# Świerznica (Stegna)
Świerznica (deutsch Kalteherberge) ist ein Dorf und Schulzenamt der Landgemeinde Stegna im Powiat Nowodworski der Woiwodschaft Pommern in Polen. Die Einwohnerzahl im Jahr 2021 betrug 133.

## Geographie
Das Dorf liegt 23 Kilometer nordwestlich von Elbląg (Elbing) und 30 Kilometer südöstlich von Danzig. Die Kreisstadt Nowy Dwór Gdański (Tiegenhof) liegt acht Kilometer südöstlich, Stegna (Steegen) sieben Kilometer nördlich. Nachbarorte sind Rybina (Fischerbabke) im Norden, Nowotna und Tujsk (Tiegenort) im Osten, der ehemalige Wohnplatz (Tiegerweide) im Südosten, Szkarpawa (Scharpau) im Süden sowie Bronowo ((Groß) Brunau) und Wiśniówka (Küchwerder) im Westen.
Die Landschaft gehört zum Żuławy Wielkie (Großes Marienburger Werder) im Żuławy Wiślane (Weichsel-Nogat-Delta). Der Ort liegt auf dem Westufer der Linawa (Große Linau und Alte Lake), die auch die Ostgrenze der Gemarkung bildet. Im Norden grenzt der Ort an die Szkarpawa (Elbinger Weichsel). Das Gebiet wird von zahlreichen Gräben durchzogen, an denen vor 1945 zahlreiche Entwässerungsmühlen arbeiteten.

## Geschichte

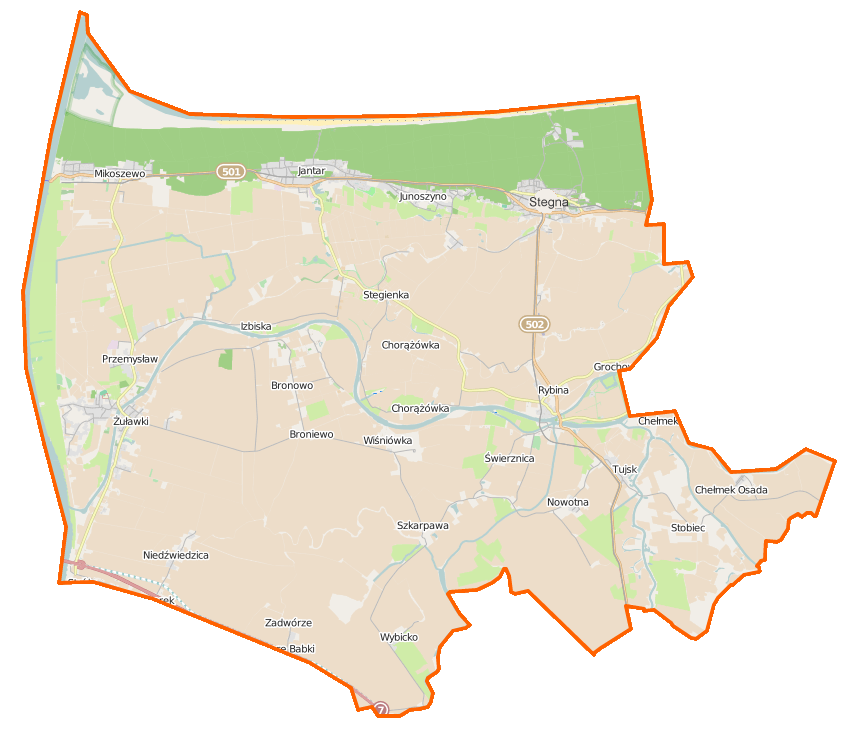
Karte der Landgemeinde

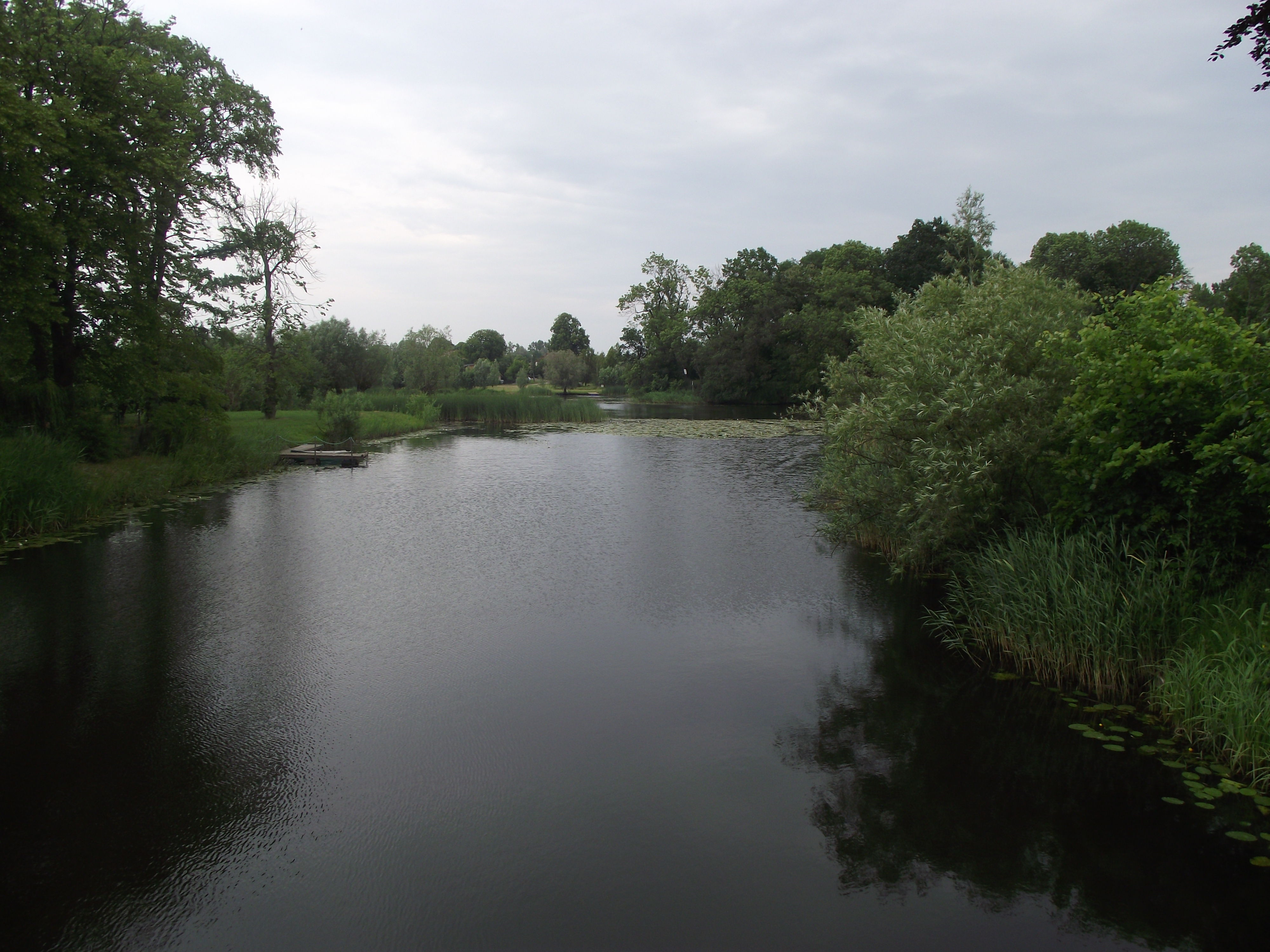
Die Linawa (Große Linau)

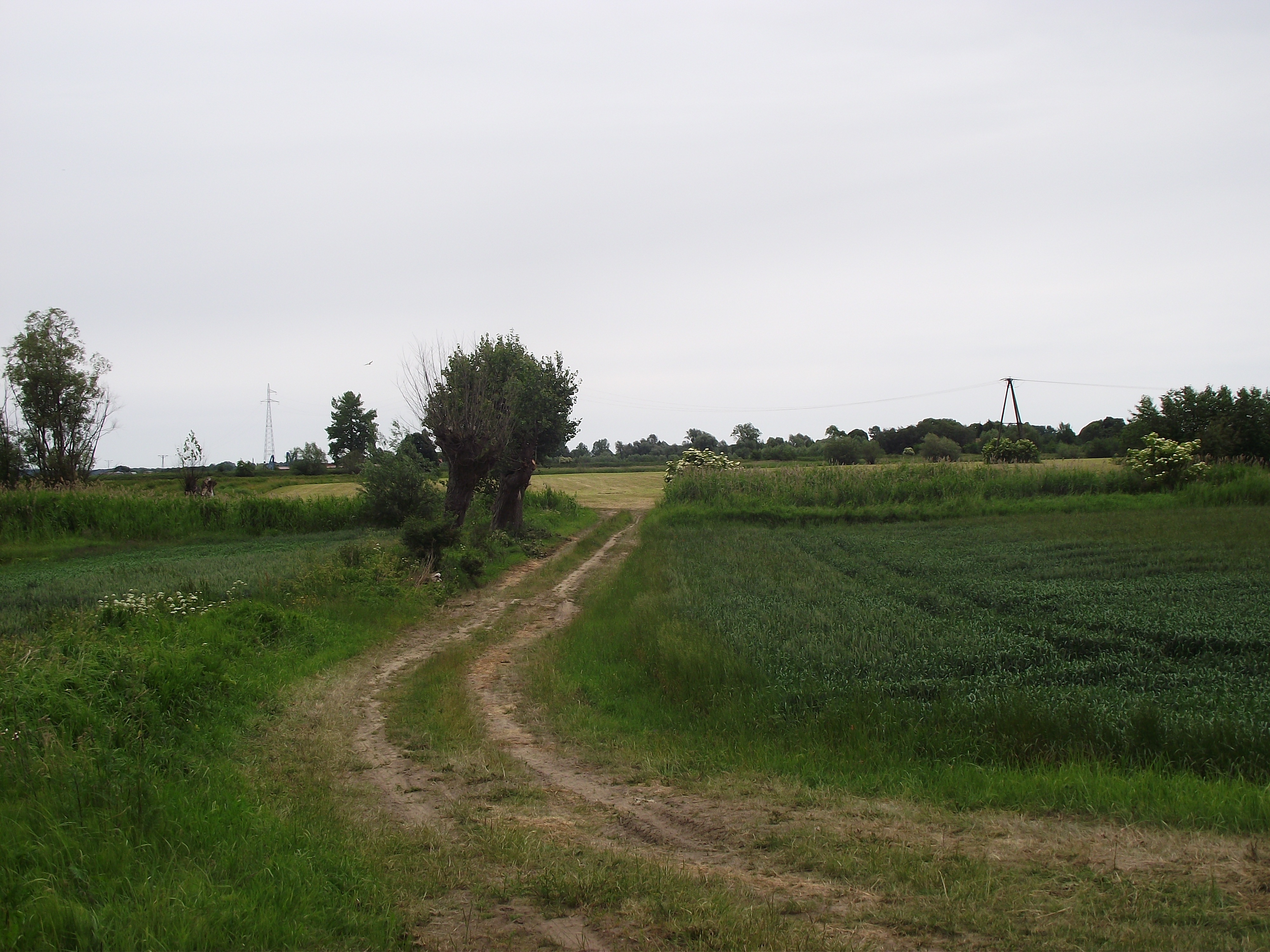
Landschaft bei Świerznica

Das Gebiet des Orts gehörte zur Scharpau, dem Fischamt des Deutschen Ordens. Es kam 1454 mit Königlich Preußen vom Deutschordensstaat an die Woiwodschaft Marienburg des Königreichs Polen und wurde drei Jahre später von König Kasimir IV. an die Stadt Danzig verpfändet. Es ging später in den Besitz des Bischofs des Ermlands über, von dem es wiederum die Stadt Danzig 1530 erwarb. Lutheraner von Kalteherberge hatten ihre Pfarrkirche in Tiegenort, Katholiken waren nach Fürstenwerder eingepfarrt. Die mennonitische Gemeinde in Tiegenhagen entstand nach der Teilung der Gemeinde im Großen Marienburger Werder im Jahr 1735. Im Jahr 1793 wurden in Kalteherberge drei Familien, 1820 10 Mennoniten gezählt.
Mit der zweiten Polnischen Teilung wurden Kalteherberge und die Scharpau 1793 von Preußen annektiert. Es war das einzige der ehemaligen Danziger Gebiete, das 1807 nicht zur Republik Danzig kam. Am 1. Januar 1874 wurde die Kreisordnung für die Provinz Preußen eingeführt, diese wurde vier Jahre später wieder in die Provinzen Ost- und Westpreußen geteilt. Am 25. April 1874 wurde der Amtsbezirk Ober-Scharpau aus zehn Landgemeinden und dem Gutsbezirk Küchwerder gebildet. Vor 1881 erfolgte die Umbenennung in Obere Scharpau. Die Zahl der Landgemeinden wurde 1894 auf acht verringert. Die ehemals selbständige Gemeinde Lakenwalde der Niederen Scharpau wurde 1908 mit der Landgemeinde Kalteherberge vereinigt. Ein weiterer Wohnplatz war Parraskrug. Die Einwohnerzahl von Kalteherberge stieg von 126 (in 1820) auf 170 (1910) an. Sitz des Amtsgerichts war Tiegenhof.
Im Jahr 1905 wurde die Landgemeinde mit einem Haltepunkt beim Parraskrug an das Schmalspurbahnnetz der Westpreußischen Kleinbahnen AG – heute Żuławska Kolej Dojazdowa angeschlossen. Die Bahn überquert die Elbinger Weichsel mit einer Drehbrücke zwischen Rybina (Fischerbabke) und Świerznica.
Der Amtsbezirk wurde gemäß den Bestimmungen des Friedensvertrags von Versailles am 10. Januar 1920 an die Freie Stadt Danzig abgetreten. Das Gebiet kam dort zum Landkreis Großes Werder (bis 1920 Landkreis Großer Werder). Nach dem deutschen Überfall auf Polen kam das Gebiet von 1939 bis 1945 zum Reichsgau Danzig-Westpreußen und in der Folge des Zweiten Weltkriegs an die Republik Polen. Die deutschen Ortsbewohner wurden vertrieben.
Der Ort gehört seit 1973 zur Landgemeinde Stegna. Die Landgemeinde war von 1954 bis 1972 in Gromadas aufgelöst. Von 1975 bis 1998 war der Powiat aufgelöst und Ort und Gemeinde kamen zur Woiwodschaft Elbing. Zum 1. Januar 1999 kam die Gemeinde zum Powiat Nowodworski der Woiwodschaft Pommern. Wiesława Gierszewska wurde 2019 zum Sołtys des Schulzenamts (sołectwo) Świerznica gewählt. Die Einwohnerzahl des Dorfs nahm von 1998 bis 2021 um 11,3 Prozent ab.

## Einwohner
Einwohnerzahlen 1820–1910:
1820: 126
1885: 153 und 50 in Lakenwalde sowie 7 in Parraskrug
1905: 189 und 55 in Lakenwalde
1910: 170
Einwohnerzahlen 1998–2021:
1998: 150
2002: 122
2011: 129
2021: 133
Der ehemalige Wohnplatz Lakenwalde gehört zum Dorf und Schulzenamt Tujsk.

## Verkehr
Durch Tujsk führt die Woiwodschaftsstraße DW502 (ehemals Reichsstraße 129) von der Kreisstadt nach Stegna an der Danziger Bucht der Ostsee. Die Schnellstraße S7 nach Danzig verläuft an der Südgrenze der Gemeinde. Die Kleinbahn Żuławska Kolej Dojazdowa dient nur noch dem Tourismus. Der Haltepunkt Świerznica wird nicht mehr bedient. Der nächste internationale Flughafen ist Danzig.